# Chiesa di Santa Margherita a Cancelli
La chiesa di Santa Margherita a Cancelli si trova nel comune di Reggello.

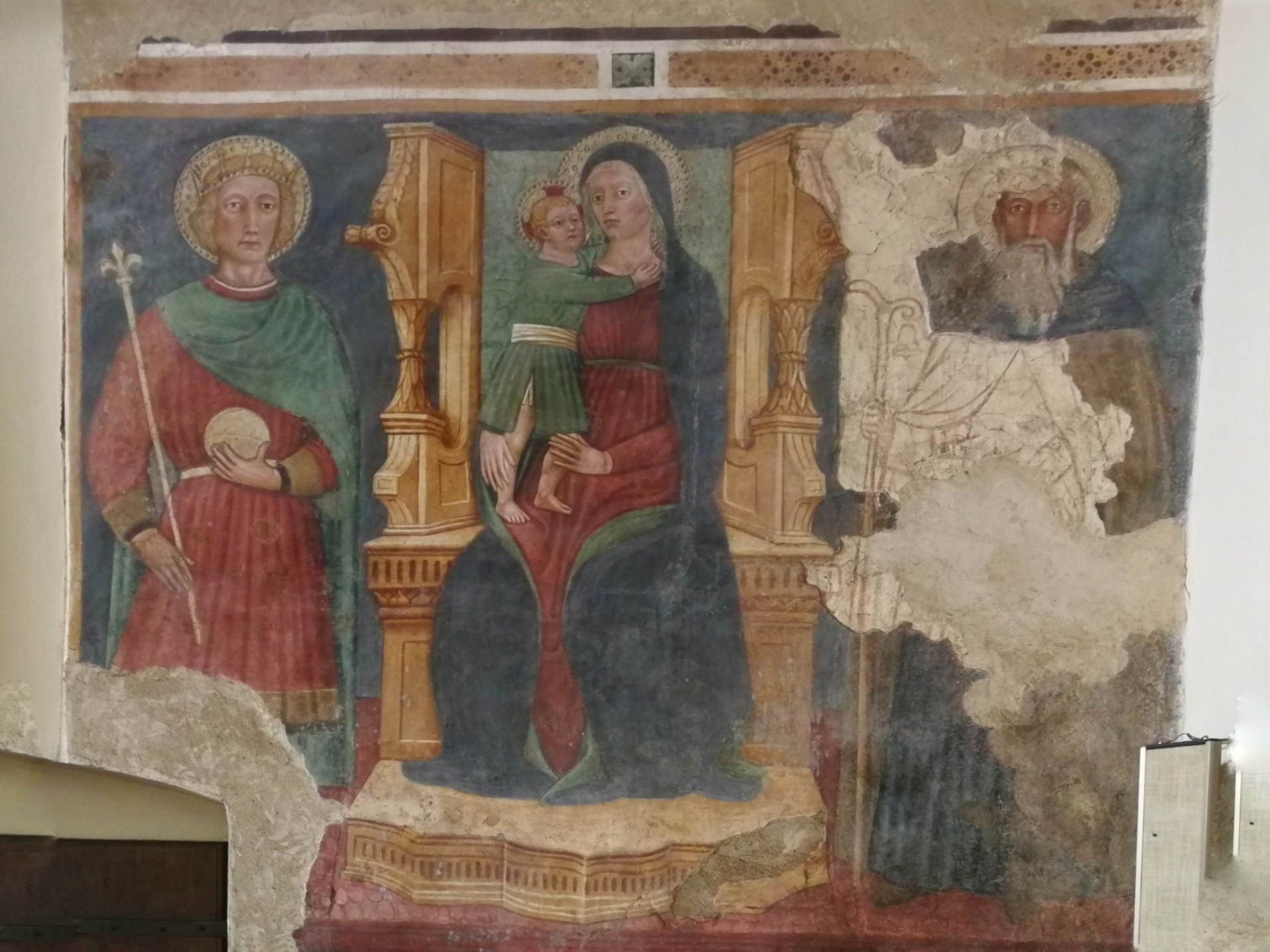
Reggello, Chiesa di Santa Margherita a Cancelli, Paolo Schiavo, Madonna col Bambino e Santi

Di antica fondazione ma più volte rimaneggiata, nell'interno l'opera più antica è l'affresco raffigurante la Madonna col Bambino e i santi Antonio e Luigi, attribuito a Paolo Schiavo o alla sua bottega, in cui il pittore, forse alla metà del Quattrocento, mostra di aderire ancora solo parzialmente al linguaggio rinascimentale.
In chiesa si trova anche una grande Crocifissione trasferita dalla sala della Tinaia, e una tela ottocentesca raffigurante il Transito di Giuseppe di un artista vicino al figlinese Egisto Sarri.
Nella cappella della Compagnia, che ospitava la Compagnia del SS. Sacramento, è conservato un affresco con la Crocifissione e santi (1516) nella quale appaiono gli echi della pittura di Andrea del Sarto.
Negli archivi della chiesa è stato recuperato il testo di una Lauda che si canta per uno fratello morto, rara testimonianza di devozione popolare risalente al 1534.